# Schleswig-Holsteiner Trachten

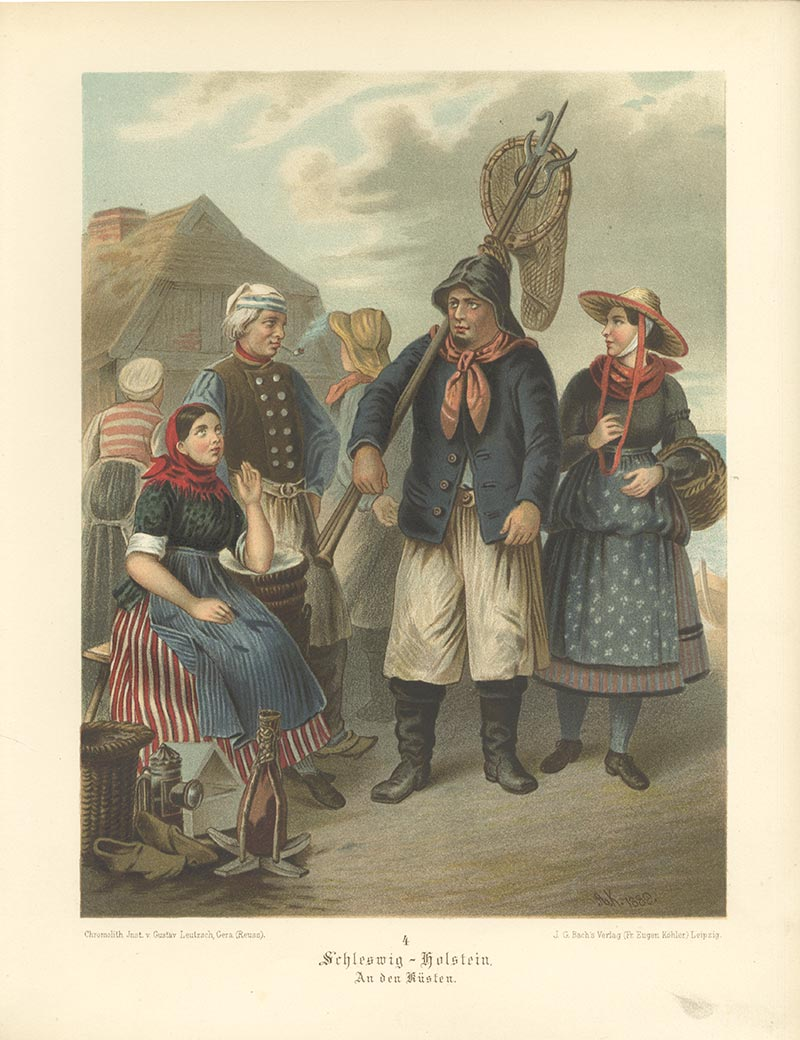
Trachten schleswig-holsteinischer Küstenbewohner, Mitte/Ende des 19. Jahrhunderts

Trachten werden heute in Schleswig-Holstein vor allem von Trachtenvereinen und Volkstanzgruppen gepflegt, die im Landestrachten- und Volkstanzverband organisiert sind.

## Geschichte

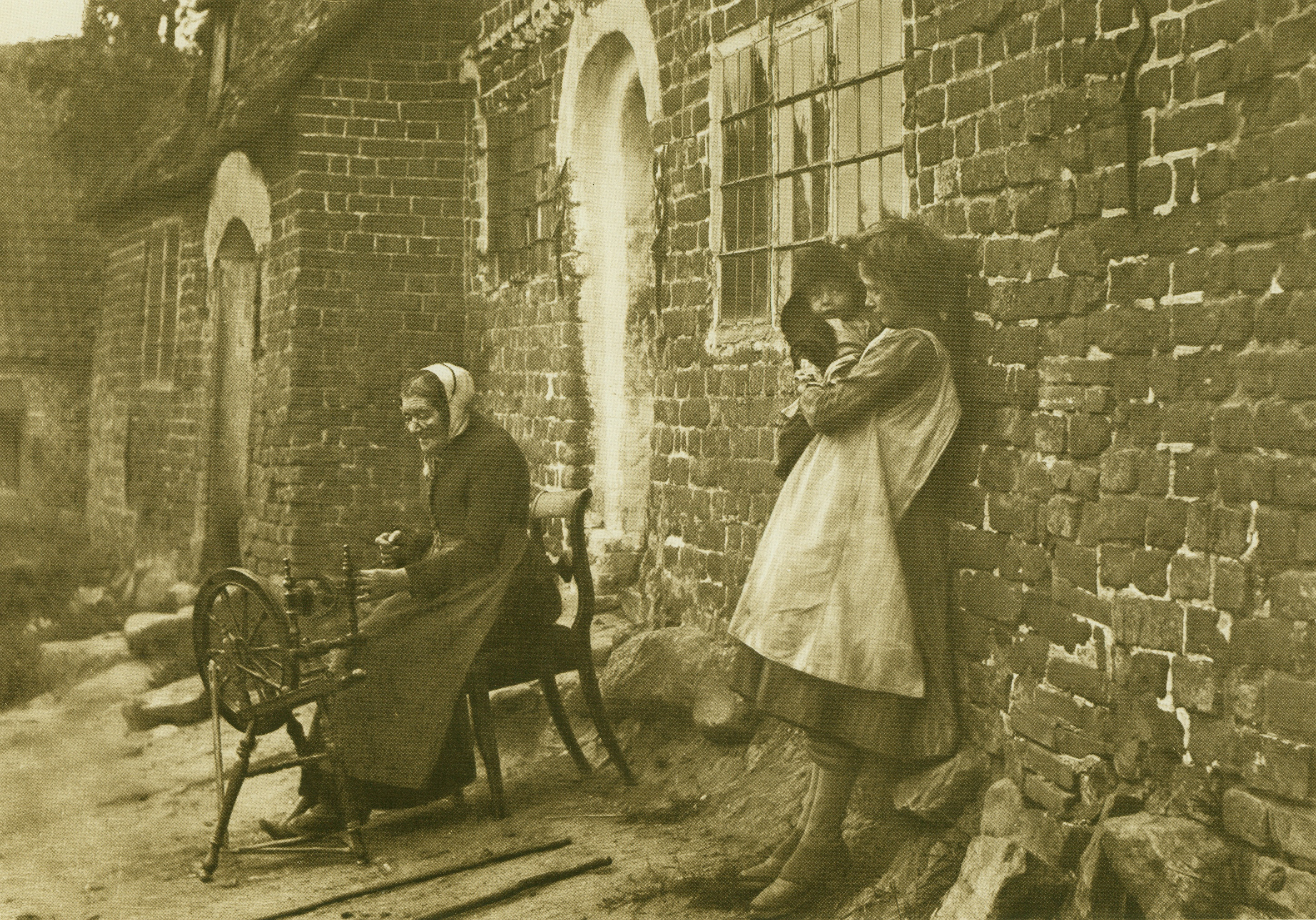
Ländliche Alltagskleidung Ende des 19. Jahrhunderts

Das Interesse an Trachten erwachte in Schleswig-Holstein ebenso wie in anderen Regionen Deutschlands im späten 19. Jahrhundert. Der dänische Maler Frederik Christian Lund hielt Mitte des 19. Jahrhunderts noch zahlreiche schleswigsche Trachten auf Lithografien fest. Später war es der Rendsburger Fotograf Wilhelm Dreesen, der Trachten in verschiedenen Regionen Schleswig-Holsteins abgelichtet hatte, obwohl sie damals bereits größtenteils aus dem Straßenbild verschwunden waren.
Von den heute existierenden Trachtenvereine wurden viele Anfang des 20. Jahrhunderts gegründet. In den 1960er Jahren war der Volkstanz aus der Mode geraten und viele Vereine lösten sich auf, aber seit den 1980er Jahren gibt es wieder verstärkt Neugründungen.

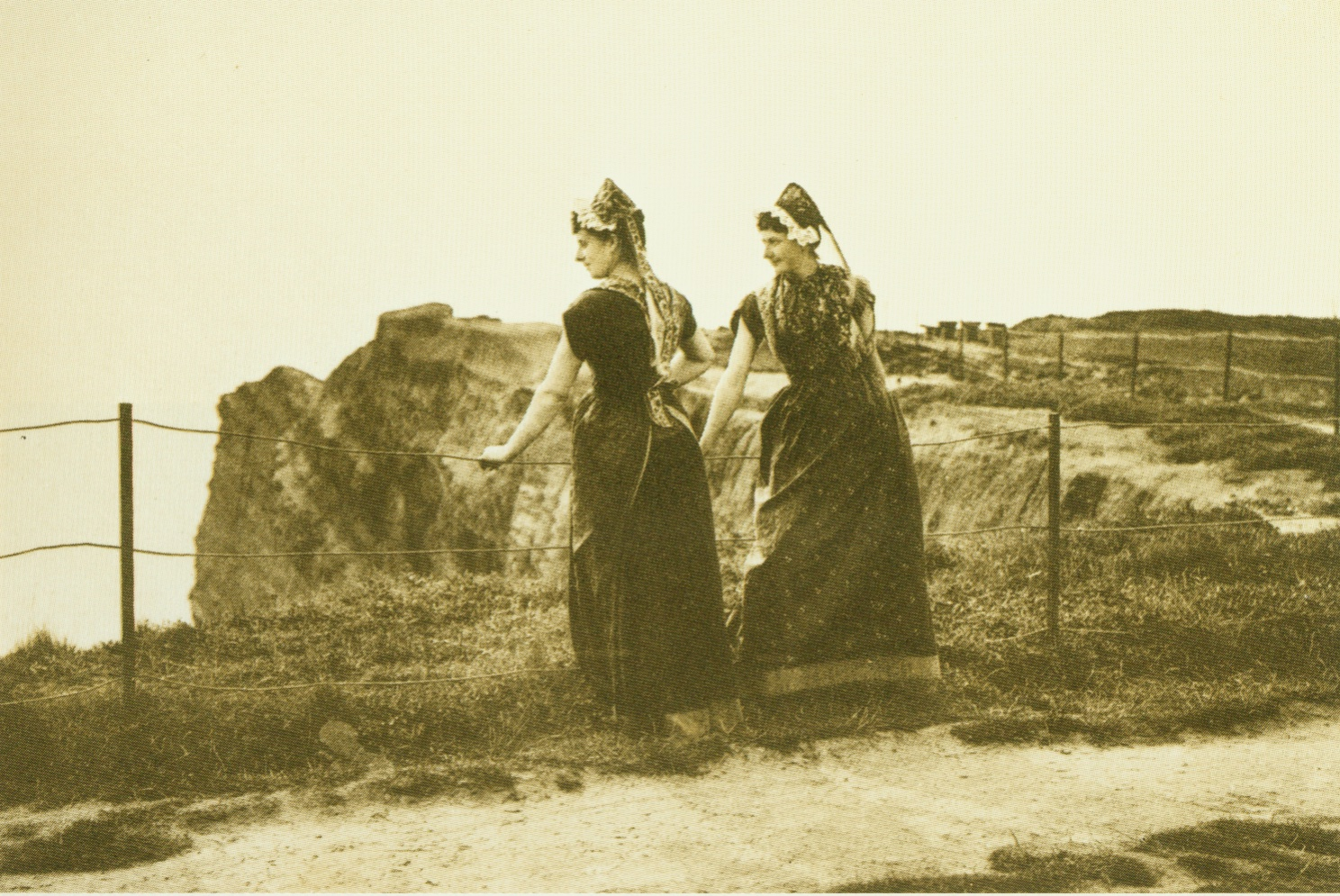
Helgoländer Tracht (1895)

Viele Trachtengruppen orientieren sich an der Kleidung, die im ausgehenden 18. Jahrhundert oder im 19. Jahrhundert getragen wurde. Dabei können einige auf erhaltene Originalstücke zurückgreifen, andere müssen aufgrund von Abbildungen oder Überlieferungen improvisieren oder nehmen Versatzstücke von Trachten anderer Regionen. So gibt es in Schleswig-Holstein auch Trachtenvereine, die Trachten aus Mecklenburg oder Ostpreußen tragen.

## Gestaltung der Trachten
Mit Trachten verbindet man heute oft die zum Teil sehr aufwändige und kostbare Festtagstracht und seltener die ebenfalls wertvolle aber schlichtere Sonntagstracht oder die Kleidung, die täglich zur Arbeit getragen wurde. Da die Sonntagstracht auch zur Kirche getragen wurde, ist sie in einigen Regionen schwarz, während die Alltagstracht eher bunt oder erdfarben sein konnte. Auch Stoffe und Verarbeitung unterschieden sich. Während für die Sonntagstracht unter anderem reich bestickte Seidenstoffe verwendet wurden, war die Alltagskleidung wesentlich robuster gehalten. Während sich die Kleidung damals natürlich immer weiterentwickelte und modische Strömungen aufnahm, sind die heute getragenen Trachten oft historisierend und verändern sich nicht sehr.
Die Frauentracht besteht oft aus einem Rock und einer Schürze, über den ein Mieder oder eine kurze Jacke getragen wird. Der Rock ist in vielen Fällen vertikal gestreift und aus einem Beiderwand genannten Wollstoff gefertigt. Am unteren Ende kann er durch eine aufgenähte Kordel oder ein Saumband gegen Abstoßen gesichert sein. In den Ausschnitt wird ein Schultertuch mit oder ohne Fransen eingesteckt, das einfarbig oder bunt sein kann. Dazu werden oft eine Haube oder Kappe und Silberschmuck getragen. Die Männertrachten werden oft an die Frauentrachten angepasst oder gehen auf die Bekleidung bestimmter Berufsgruppen in derselben Zeit zurück.

## Dithmarschen
Die erste Abbildung der Dithmarscher Frauentracht ist ein Doppelporträt von Marcus Swyn und seiner Frau aus dem Jahr 1552. Beschrieben wird die um 1600 übliche Tracht auch in der Chronik des Landes Dithmarschen des Büsumer Pastors Johann Adolphi Neocorus. Sie besteht aus einem dunklen Übergewand mit einem farbigen Einsatz vorn und entsprechenden Ärmelabschlüssen. Das Gewand wird mit einem Gürtel zusammengehalten, der mit einer Fibel geschlossen ist und an dem Taschentuch, Beutel und Hofleiste hängen. Die Hofleiste mit ihren aufgenähten Rosetten verrät dabei etwas über den Landbesitz der Familie. Ein weiteres Kennzeichen der Dithmarscher Frauentracht ist der Kagel, eine zweifarbige, kapuzenförmige Kopfbedeckung für Frauen. Die Zahl der auf den Kagel aufgenähten silbernen oder vergoldeten Knöpfe zeigt, wie viele Kinder sie hat. Zu der Tracht wird eine Filigrankette getragen.
Zur Dithmarscher Männertracht wird die Tsake, ein Kurzschwert getragen, die ein Symbol der freien Bauernrepublik ist.

## Nordfriesland

### Nordfriesische Marsch

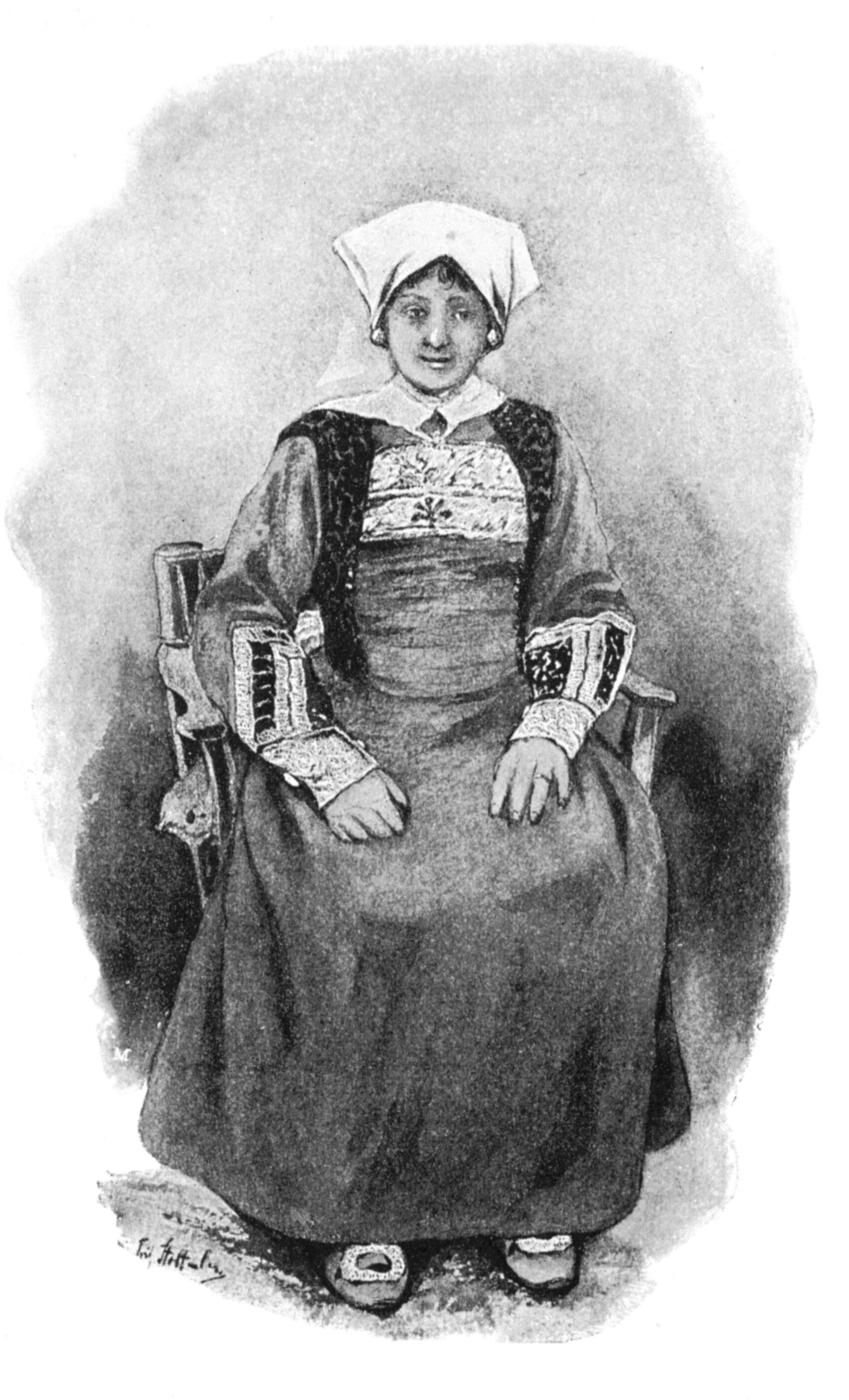
Ostenfelder Tracht um 1895

Ein besonderes Merkmal der Tracht, die in der nordfriesischen Marsch getragen wurde, war die schwarze Alltagshaube, die an Festtagen durch die Brokathaube ersetzt wurde. Darunter wurde die – außer bei Witwen – am Rand mit einer Spitze verzierte Mosch getragen. Über der Haube trug man ein weißes Tuch, das Schiedeck. Die Männer trugen entweder einen Filzhut oder die Ackermann’sche Zipfelmütze, die aus weißem, mit farbigem Muster bestickten Baumwollstoff gefertigt war.
Die Ostenfelder Tracht ist seit Mitte des 18. Jahrhunderts überliefert, auch heute sind noch Originalteile vorhanden. Sie wurde bis etwa 1900 getragen. Während die Sonntagstracht der Frauen schwarz ist, ist die Alltagstracht sehr bunt. Sie ist mit silbernen Knöpfen und Broschen verziert, die den Reichtum der Marschbauern zeigen.

### Amrum und Föhr
Die Amrumer Tracht hat sich sehr der Föhringer Tracht angeglichen, die ursprüngliche Tracht wird seit Anfang des 19. Jahrhunderts nicht mehr getragen.

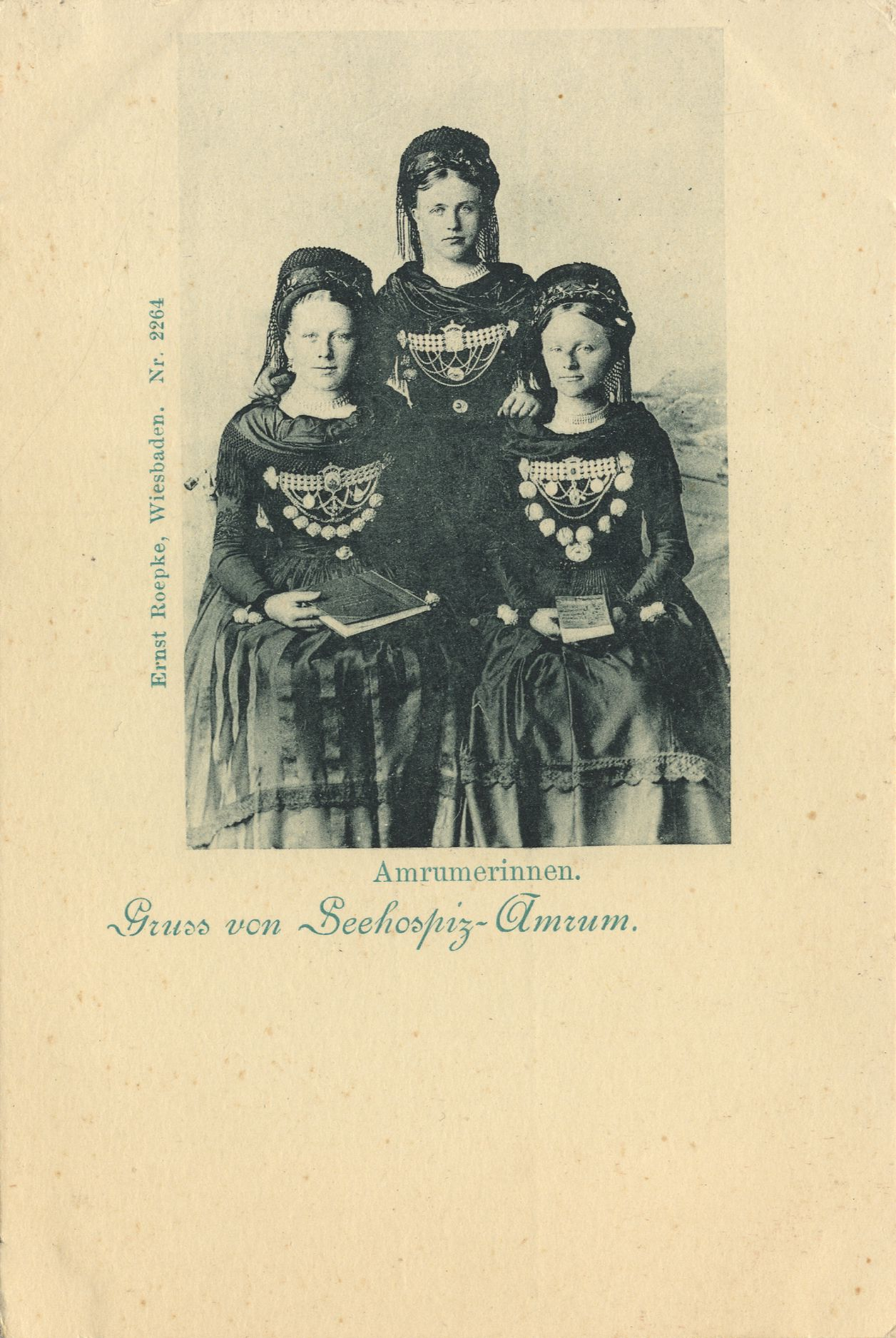
Amrumer Tracht auf einer Postkarte um 1900
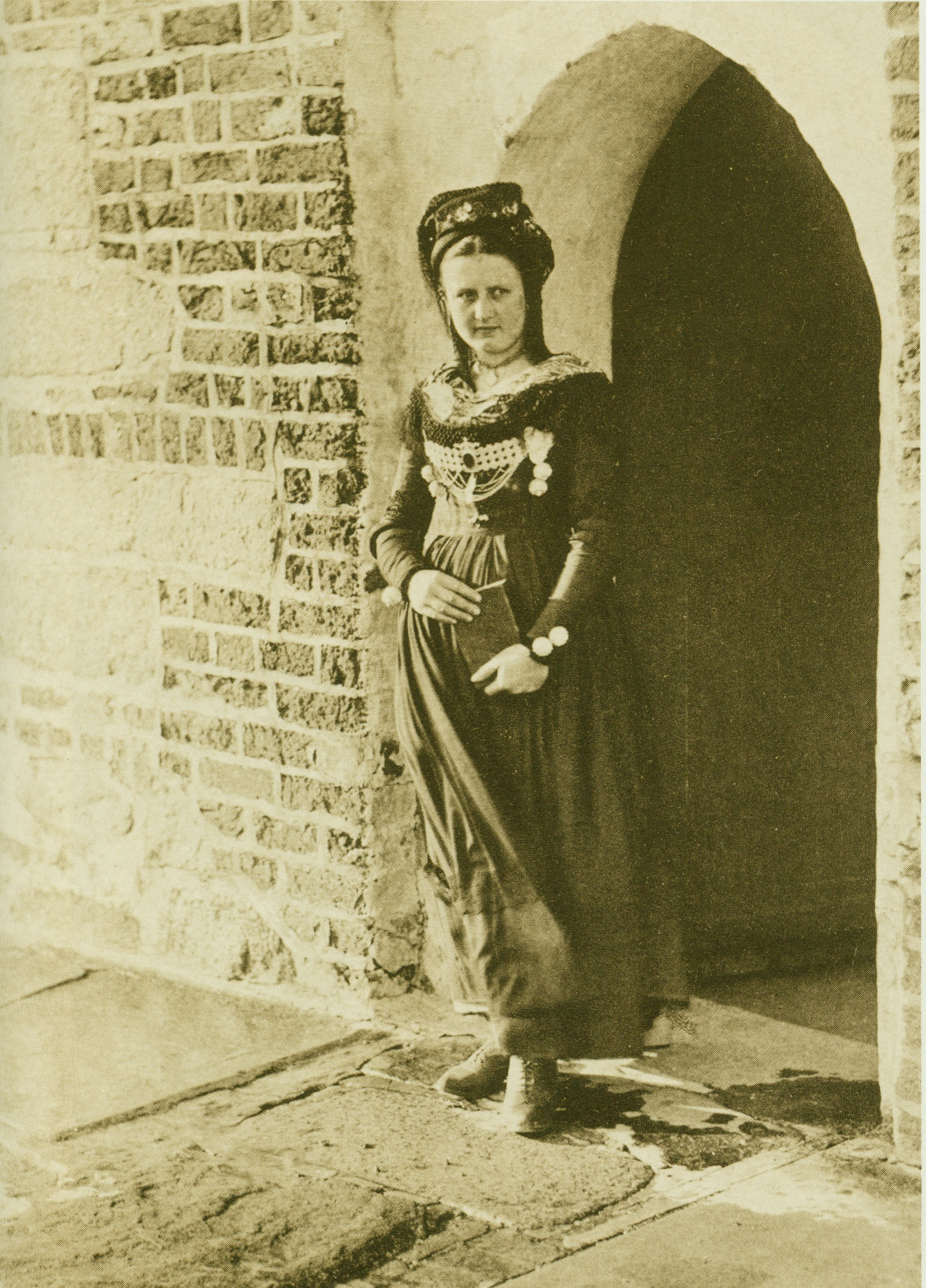
Föhringer Frauentracht um 1895
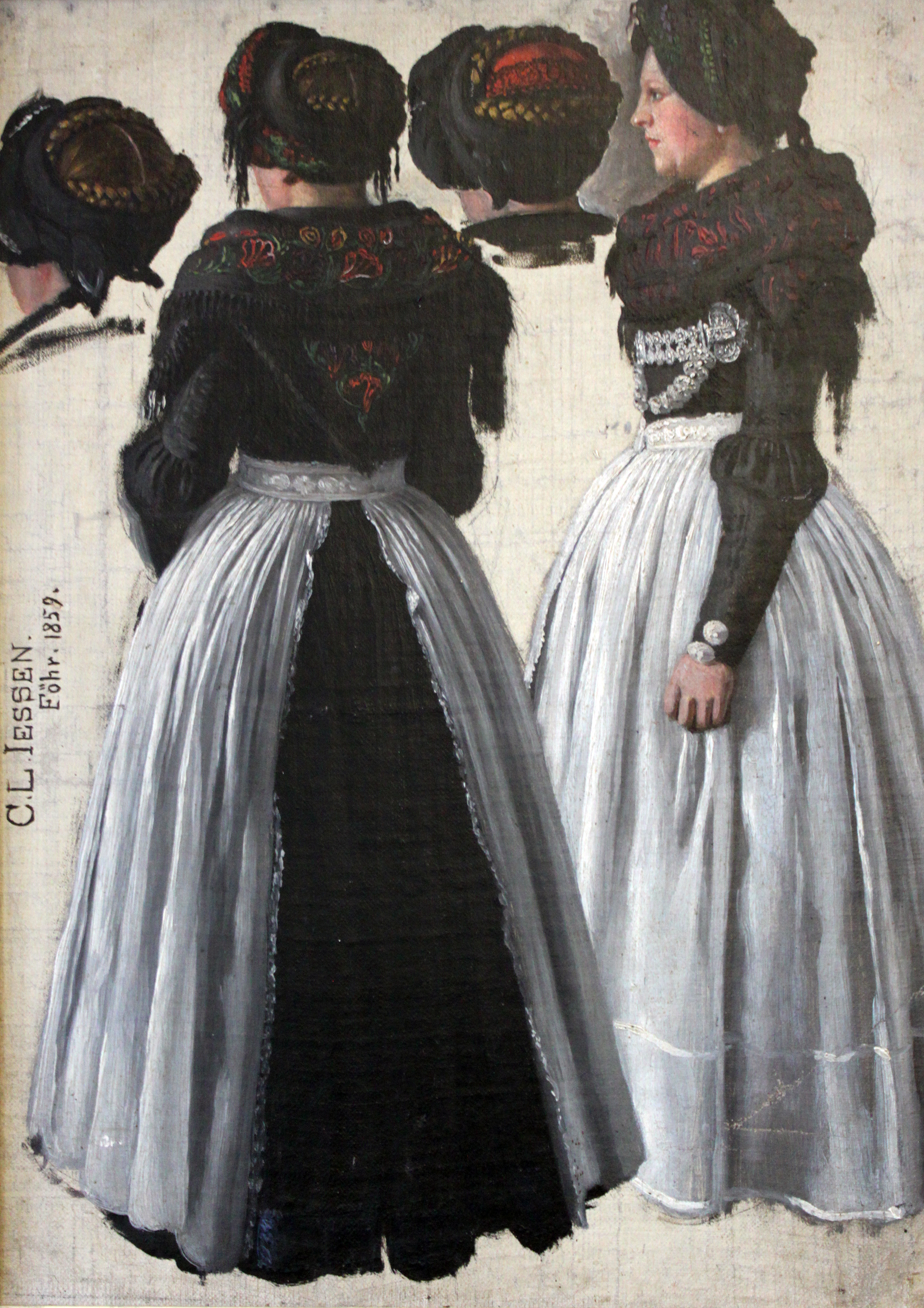
Frauentracht um 1858
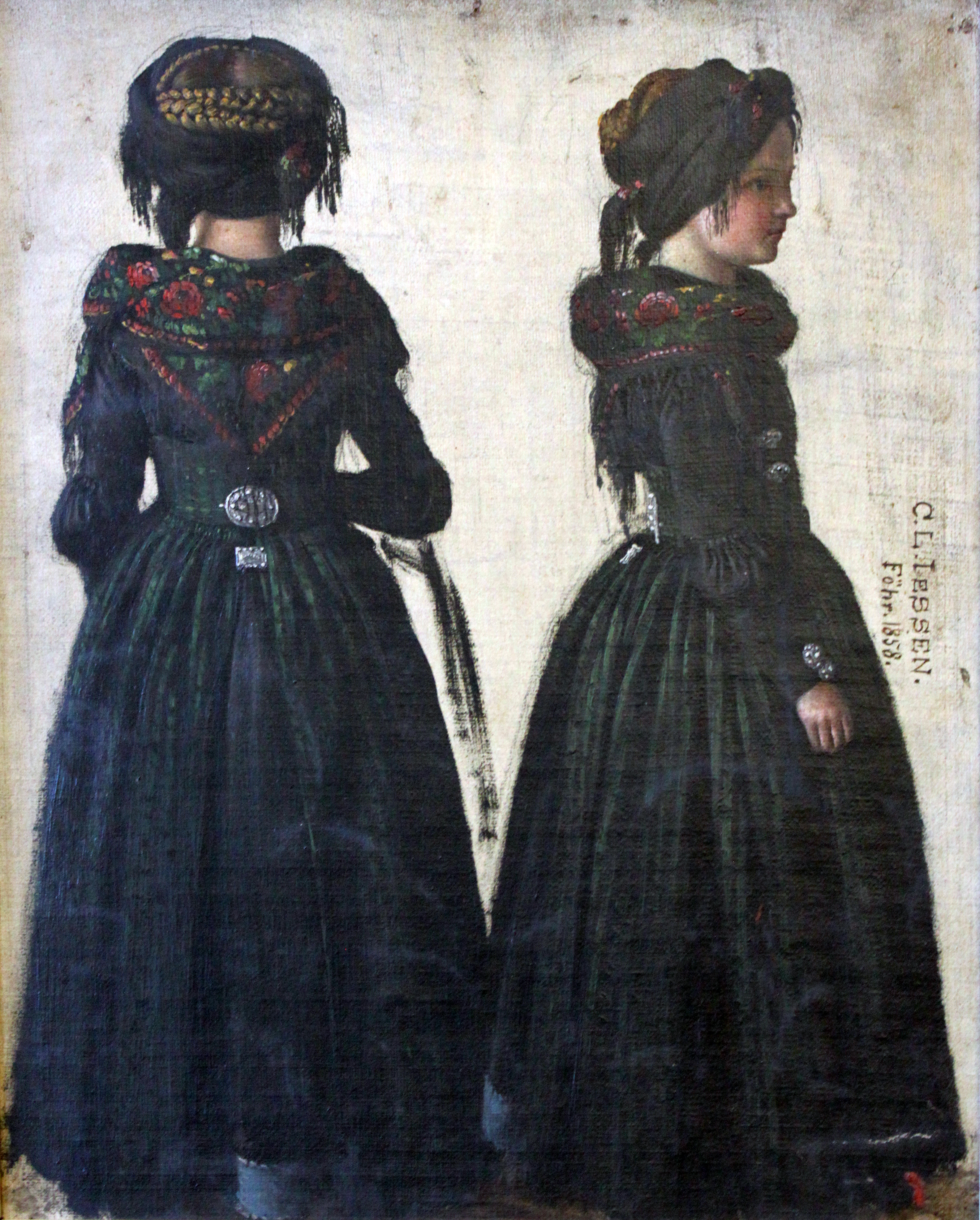
Föhringer Frauentracht um 1858
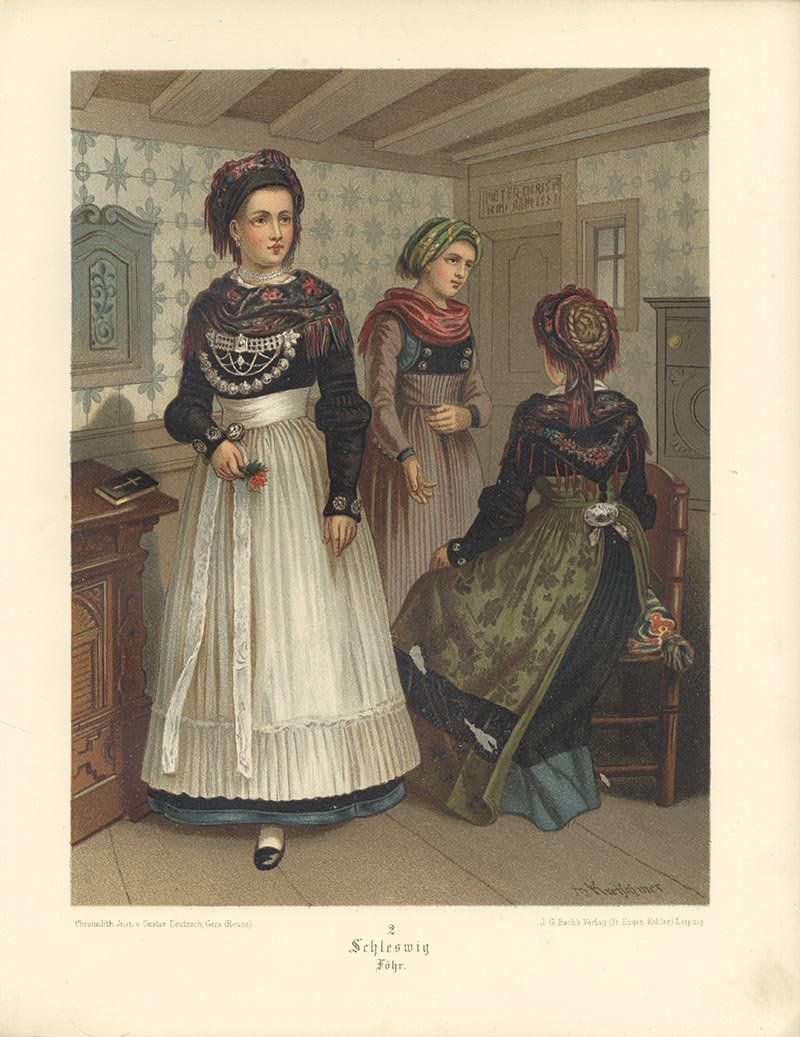
Föhringer Tracht Ende des 19. Jahrhunderts

Die heute getragene Föhringer Tracht bezieht sich auf die Festtagstracht, die Mitte des 19. Jahrhunderts getragen wurde und ist ganz aus dunklen Stoffen gefertigt. Dazu wird ein Kopftuch getragen, das mit einer Blumenbordüre bestickt und aufwändig gebunden ist. Verheiratete Frauen tragen unter dem Kopftuch eine rote Haube, die mit schwarzen Perlen bestickt ist. Der Knooper genannte reiche Filigran-Silberschmuck wird vor der Brust getragen und hat in der Mitte ein Amulett, das mit Kreuz, Herz und Anker als Symbole für Glaube, Liebe und Hoffnung verziert ist. Die Sonntagstracht verzichtet auf den Silberschmuck und die weiße Batistschürze mit Lochstickerei, statt derer eine dunkle Schürze getragen wird.
Die Tracht wird normalerweise vererbt, wird aber auch heute noch angefertigt. Heute wird die Tracht außer bei Trachtenveranstaltungen noch zu wichtigen Festen getragen, etwa zu Hochzeiten und zur Konfirmation. Eine Männertracht ist nicht überliefert.
Einen fundierten Überblick über die Trachten der Insel Föhr gewährt das Carl-Haeberlin-Friesenmuseum in Wyk auf Föhr.

### Sylt
Die heute getragene Sylter Tracht geht auf die Festtagstracht zurück, die erstmals auf einer Abbildung von 1579 zu sehen ist. Das Kaartel (Aussprache: Korchtel) genannte Oberteil ist dabei sehr aufwändig gestaltet. Gebräuchlich ist hauptsächlich die "broket Kaartel" (Buntes Wams); es gibt weiterhin auch ruar (rote) und gul (goldene) Kaarteln. Kinder und Mädchen trugen eine rote Tracht, dazu trugen konfirmierte Mädchen und Frauen eine Hüüf genannte, konische Haube, die aufwendig im Haar der Trägerin fixiert wurde und wird.
Bei der Sylter Tracht behalf man sich lange mit einer vereinfachten Version, die alten Abbildungen nachempfunden war. Außerdem wurde in den 1920er Jahren eine blaue Tracht erfunden, deren rote Streifen an die verlorene rote Tracht erinnern sollten. Erst 1974 wurde auf einem Dachboden in Tinnum ein erhaltenes Exemplar der ursprünglichen Sylter Tracht gefunden.
Im Heimatmuseum der Söl'ring Foriining sind weitere Trachten ausgestellt, die teils alltags, teils auch von Frauen nach dem Unterschied der Altersgruppe oder des Familienstandes getragen wurden.

## Angeln
Die Angeliter Trachten gehen zurück auf Trachten aus der Mitte des 19. Jahrhunderts. Die Farben der Kleider sind rot und grün nach den Farben der Halbinsel Angeln. Die Frauentracht besteht aus einer schwarzen Samthaube, einem Schultertuch aus Seide und einem Wollkleid. Der Rock hat einen schwarzen Samtstreifen und ist in der Rückenpartie gekraust. Typisch für die Angeliter Frauentracht sind die Keulenärmel, die in einer Faltenrüsche oberhalb des Ellenbogens gehalten werden.
Die Männertracht besteht aus einem weißen Bauernhemd und einer Kniebundhose. Typisch sind Stehkragen, eine kleine Knopfleiste mit eingesticktem Monogramm und angekrauste Ärmel mit Keil. Unter dem Hemdkragen wird ein Halstuch aus schwarzem Kattun getragen.

## Probstei
Die heutige Probsteier Tracht bezieht sich auf die Festtagstracht, die um 1800 getragen wurde. Die Brokatwesten der Männer und die Mieder der Frauen sind entsprechend reich bestickt. Die Röcke und Mieder der Frauen sind in einem dunklen Farbton gehalten. Die Mieder sind mit Silberplaketten verziert und haben um die Taille einen charakteristisch hellen, reich bestickten Streifen.

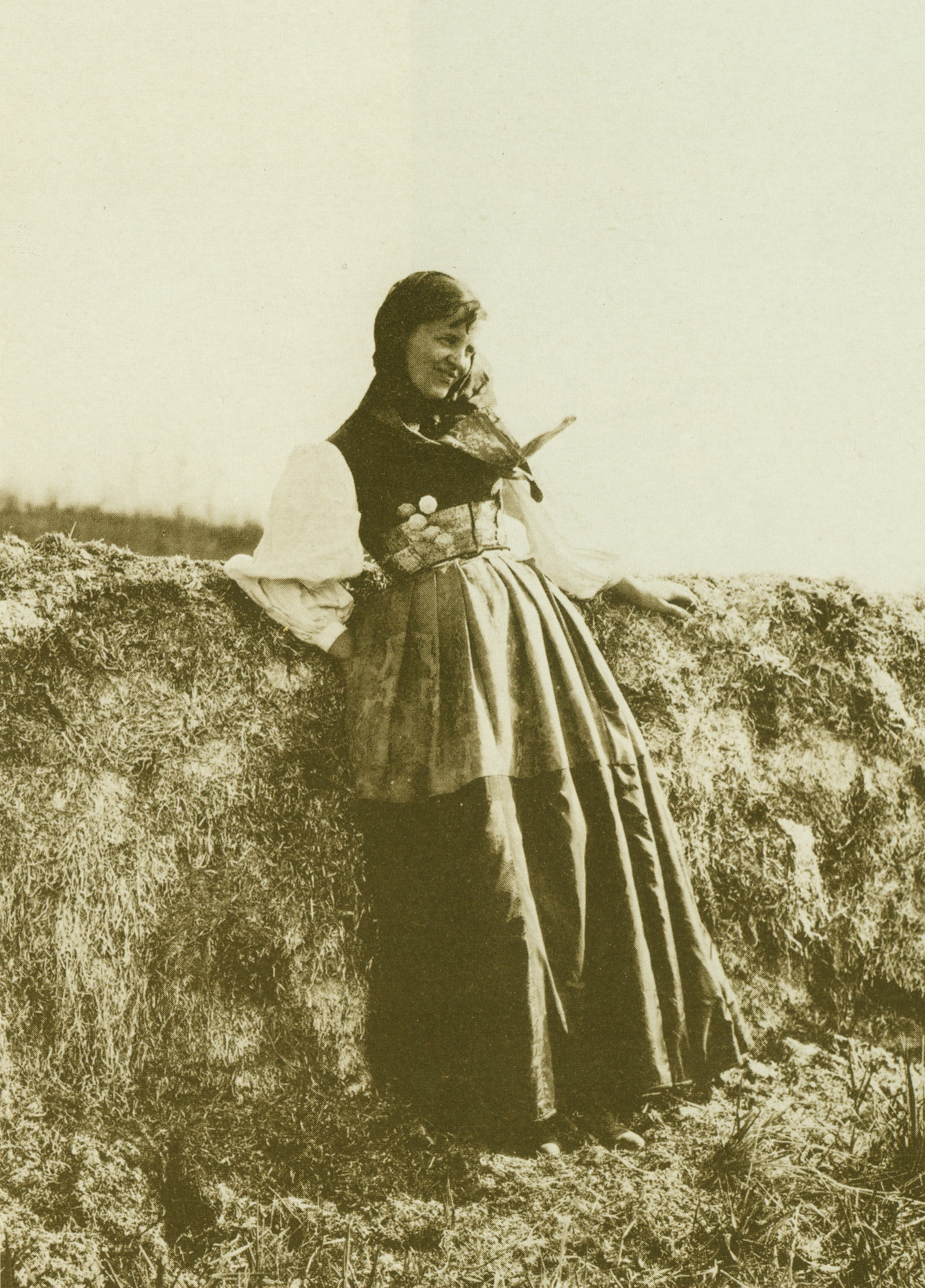
Probsteier Tracht, Ende des 19. Jahrhunderts
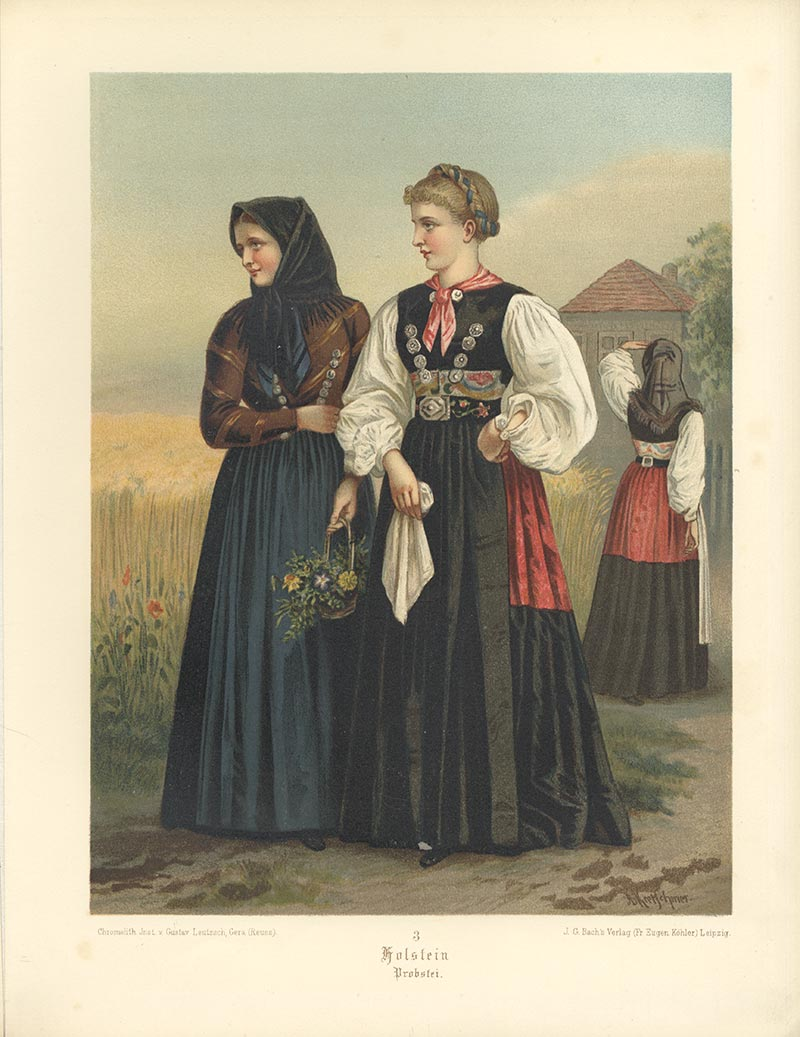
Probsteier Tracht Mitte des 19. Jahrhunderts

## Hohenwestedt
In Hohenwestedt wurde Blaudruck hergestellt, bei dem Muster mit Hilfe von Modeln auf den Stoff aufgebracht werden, der dann mit Indigo eingefärbt wird. Diese Stoffe fanden auch Eingang in die Tracht: Bei der modernen Hohenwestedter Tracht sind die Mieder aus Blaudruckstoffen gefertigt.

## Elbmarschen
Ein Beispiel der Tracht, die Ende des 18. Jahrhunderts in der Wilstermarsch getragen wurde, befindet sich im Altonaer Museum in Hamburg. Sie besteht aus einem dunklen Rock und einer dunklen Jacke. Dazu wird eine helle Schürze getragen und ein weißes Schultertuch. Das Brustblatt, das vorn in die Jacke eingesteckt wird, ist mit aufwändiger Silberstickerei verziert, die genau wie die kostbaren Stoffe den Wohlstand der Marschbauern zeigten. Ein Weiter Tracht ist die Bauernfesttagstracht mir roter Jacke und dunkler Hose bzw. dunkelblauer Rock, wie sie um 1840 in Uetersen und Umgebung getragen worden ist.

## Landestrachten- und Volkstanzverband

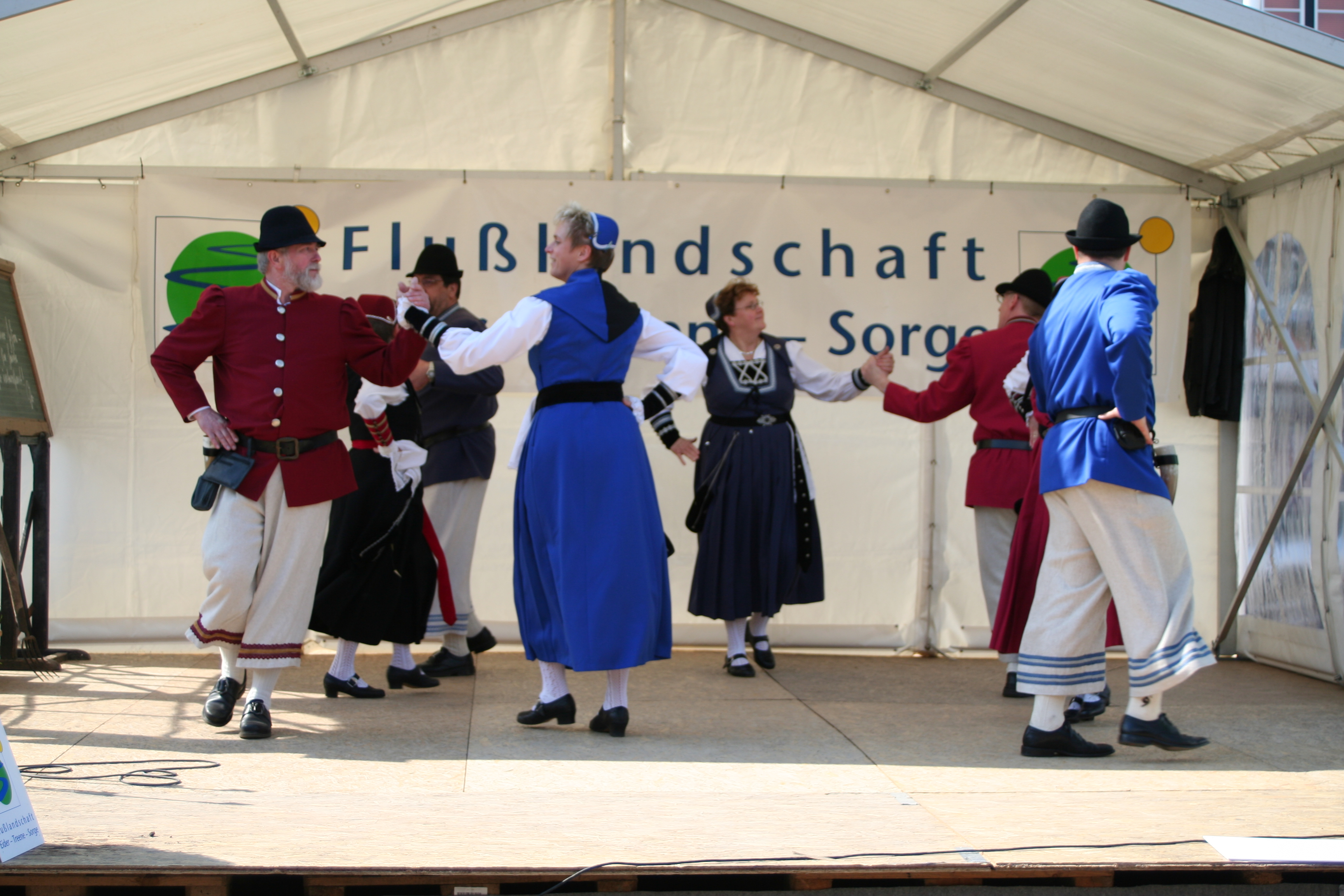
Volkstanzgruppe aus Dithmarschen in historisierten Kostümen

1982 gründete der Arbeitskreis Trachten im Schleswig-Holsteinischen Heimatbund den Landestrachten- und Volkstanzverband. 2006 waren 84 Trachtenvereine darin organisiert. Der Vorstand des Vereins setzt sich aus Vertretern der Mitgliedsvereine zusammen, die Geschäftsführung hat der Schleswig-Holsteinische Heimatbund (SHHB) übernommen. Der Verband bietet Fortbildungsveranstaltungen, Seminare und Workshops zu Trachten und Tänzen an und organisiert Trachtenfeste. Außerdem sammelt er Informationen zu beiden Themen in der Bibliothek und gibt eine Mitgliedszeitschrift heraus. Daneben gibt es auch zwei Volkstanzgruppen der dänischen Südschleswiger, die dem Landsforeningen Danske Folkedansere angeschlossen sind.